# 元皇后 (齊孝昭帝)
元皇后（？—？），河南郡洛阳县（今中國河南省洛阳市东）人，魏道武帝拓跋珪的后裔，开府元蛮之女，北齐孝昭帝高演的皇后。

## 生平
元氏初为常山王妃，有一子乐陵王高百年。天保（550年—559年）末年，高洋大杀北魏宗室，元氏一家因是高演的岳家才得以幸免，赐姓步六孤。高洋对于弟弟高演和她恩爱十分不满，数数赐予高演美女，但高演依旧不废弃元氏。
乾明／皇建元年（560年），孝昭帝即位，十一月立为皇后。皇建二年（561年），孝昭帝崩，梓宫之邺。始渡汾桥，武成帝高湛聽闻皇后有奇药，追索之不得，使宦官就车顿辱。降居顺成宫。
武成帝既杀乐陵王高百年，元皇后被隔离，不得与家相知。宫闱内忽有飞语，武成帝令检推，得元皇后父兄书信，元蛮由是坐免官。承光元年（577年），北齐亡，被北周虏到皇宫当奴，杨坚当宰相时，才被释放出来，返回山东。

## 延伸阅读
[在维基数据编辑]
 《北史·卷014》，出自李延壽《北史》